# Chiesa di San Lorenzo Martire (Mergo)
La chiesa di San Lorenzo Martire, o anche solo chiesa di San Lorenzo, è la parrocchiale di Mergo, in provincia di Ancona e arcidiocesi di Camerino-San Severino Marche; fa parte della vicaria di Serra San Quirico.

## Storia
La prima citazione di una chiesa a Mergo dedicata a san Lorenzo è contenuta in un documento di papa Innocenzo III recante la data del 20 marzo 1199.
Alla fine del XVIII secolo l'antica chiesa versava in pessime condizioni e si decise, pertanto, di demolirla e di ricostruirla dalle fondamenta. Nel 1799 iniziarono i lavori di edificazione della nuova parrocchiale, poi portata a termine nel 1818 e aperta al culto nel medesimo anno.
Nel 1864 la chiesa venne dotata dell'organo, proveniente da una soppressa chiesa conventuale di Jesi.
Il sisma del 1997 arrecò all'edificio alcune lesioni, che furono sanate con un intervento di restauro all'inizio degli anni 2000; in occasione di quest'ultimo, nel 2001 si procedette all'adeguamento liturgico secondo le norme postconciliari mediante la rimozione dell'antico altare maggiore e l'aggiunta di quello rivolto verso l'assemblea.

## Descrizione

### Esterno
La facciata a capanna in mattoni della chiesa, rivolta a nordest, è scandita due lesene laterali e suddiviso da una cornice marcapiano in due registri; quello inferiore è caratterizzato dal portale d'ingresso architravato, mentre quello superiore presenta una finestra ed è coronato dal timpano di forma triangolare, entro il quale si apre un oculo.
Annesso alla parrocchiale è il campanile a base quadrata, la cui cella presenta su ogni lato una monofora a tutto sesto ed è coperta dal tetto a quattro falde.

### Interno
L'interno dell'edificio si compone di un'unica navata, sulla quale si affacciano le cappelle laterali, introdotte da archi a tutto sesto, e le cui pareti sono scandite da lesene terminanti con capitelli corinzi e sorreggenti la trabeazione modanata e aggettante sopra la quale si imposta la volta a botte; al termine dell'aula si sviluppa il presbiterio, rialzato di un gradino e chiuso dall'abside di forma semicircolare.
Qui sono conservate diverse opere di pregio, tra le quali la tela con soggetto la Madonna del Rosario, eseguita da Ercole Ramazzoni nel XVI secolo, il dipinto ritraente San Pietro, realizzato da Orazio Orazi, la tela raffigurante San Lorenzo Martire, il cui autore è ignoto, e l'organo, costruito nel 1790 e originariamente collocato nella Chiesa di Sant'Agostino di Jesi.